# خار کپه‌ای
خار کپه‌ای (نام علمی: Acanthocephalus) نام یک سرده از تیرهٔ کاسنیان است. این جنس در ایران یک گونه گیاه بوته‌ای خاردار به نام Acanthocephalus Benthamianus دارد که در ارتفاعات کوهستانی دنا و کوه ریگ می‌روید و انحصاری ایران است.